# Renault Twizy
La Renault Twizy è un quadriciclo elettrico della casa automobilistica francese Renault, prodotto dal 2011 al settembre 2023 e sostituita dalla Mobilize Duo.

## Profilo

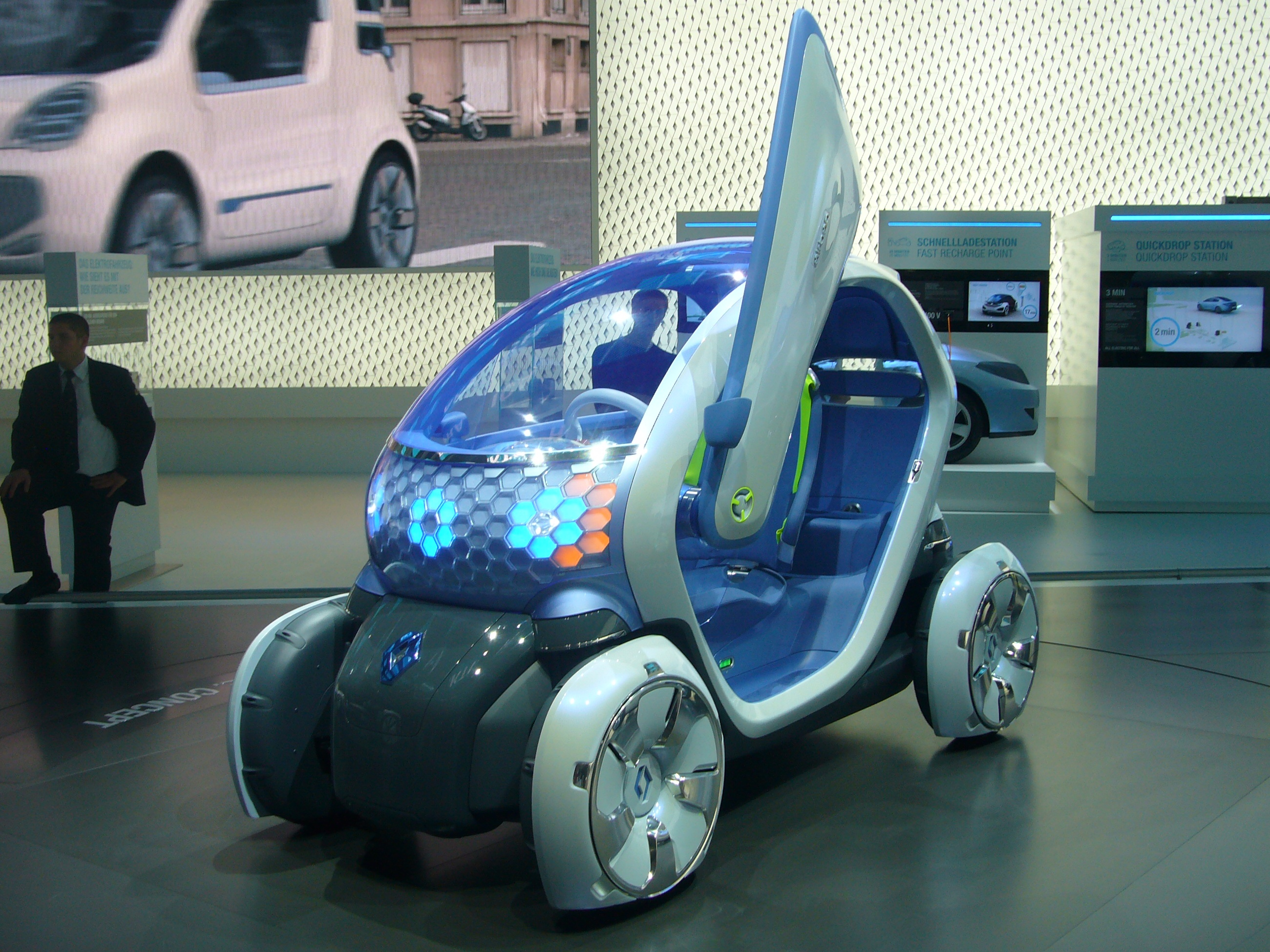
Renault Twizy Z.E. Concept al Salone di Francoforte 2009

### Nascita del veicolo
Nella seconda metà degli anni 2000, la Renault ha investito diversi miliardi di Euro per il programma Z.E. (Zero Emissions), con lo scopo di realizzare un'intera gamma di vetture a trazione elettrica e con emissioni zero. Tali ingenti investimenti hanno preso forma durante una decina d'anni, fino a che nel 2009 non sono stati presentati i primi prototipi. Tra questi figurava la Twizy Z.E. Concept, un veicolo elettrico che consisteva in un particolare incrocio tra una superutilitaria e uno scooter.
Il 2 ottobre 2010, al salone di Parigi, il veicolo è stato presentato in veste definitiva e con il nome di Twizy.

## Caratteristiche tecniche

### Design
Il piccolo quadriciclo in versione definitiva riprende il prototipo del 2009: è stato conservato quindi il caratteristico corpo vettura privo di portiere e con parafanghi sporgenti e il caratteristico abitacolo monoposto. Anche il frontale conserva il muso a doppi proiettori singoli circolari, mentre la coda è rimasta senza lunotto, sostituito da un grosso faro posteriore.

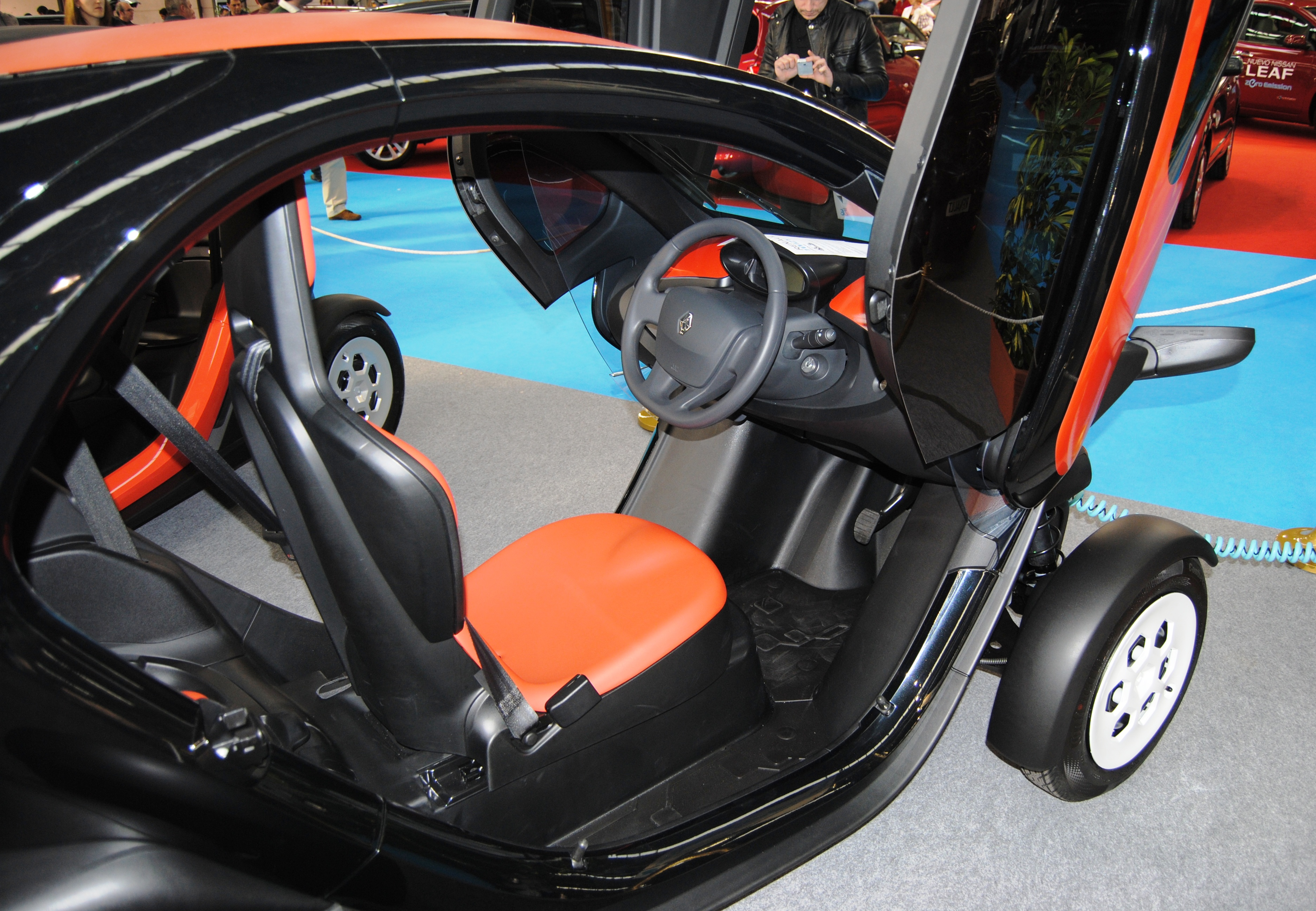
Interni di una Twizy; notare il volante di impostazione automobilistica e le portiere ad apertura a serramanico

Questo veicolo è classificato come motoveicolo, e come tale non segue le norme costruttive valide per le autovetture. È, per esempio, sprovvisto di ABS, dispositivo che per tutti gli autoveicoli è obbligatorio dal 2000. Viene classificato quadriciclo leggero (categoria L6e) o pesante (cat. L7e) a seconda di quale delle due versioni disponibili si prenda in esame. Infatti, la Twizy è disponibile con due motorizzazioni, entrambe solo elettriche e con motore asincrono. Nel caso del quadriciclo "leggero" eroga 5 CV di potenza massima, sufficienti per far raggiungere alla veicolo i 45 km/h, mentre nel caso del quadriciclo "pesante" si hanno 17 CV di potenza e la Twizy riesce anche a toccare gli 80 km/h di velocità massima. Nel primo caso, la vetturetta prende il nome di Twizy 45, mentre nel secondo caso viene chiamata Twizy 80. L'autonomia, grazie al peso ridotto di 446 kg per la Twizy 45 (compresi i 100 kg di peso delle batterie), è di circa 100 km e la ricarica completa avviene in circa 3 ore e mezzo.

### Meccanica
Per quanto riguarda il resto della meccanica, è previsto lo schema pseudo-MacPherson sui due assi, mentre i freni sono a dischi pieni dal diametro di 214 mm all'avantreno e di 204 mm al retrotreno. Le dimensioni del quadriciclo, in millimetri, sono: 2.338 di lunghezza con passo di 1.686, 1.237 di larghezza e 1.454 di altezza. Il peso varia dai 446 kg ai 474 kg. Dal debutto è commercializzato in tre diversi livelli di allestimento: Urban, Color e Technic. Il primo consiste nella versione base mentre il secondo permette la personalizzazione del colore del tetto e degli interni e offre un tappetino interno. L'ultimo allestimento, il Technic, dispone di una dotazione più ricca. Però non è disponibile un climatizzatore in nessuna versione, in quanto tale dispositivo, assorbendo un consistente quantitativo di energia, avrebbe reso necessario l'uso di batterie più potenti: per prevenire gli appannamenti, non ci sono vetri laterali. Tutti e tre gli allestimenti sono dotati di due posti, composta dal posto del guidatore più un posto "di fortuna" posteriore.

## Commercializzazione
La produzione è stata avviata nel 2011. Anche se ancora la vettura non figurava a listino, era ordinabile fin dalla chiusura del Salone di Parigi del 2010 in cui è stata svelata. Alla fine dello stesso anno, la commercializzazione è stata avviata anche in Italia.
Nell'estate del 2013 la gamma si ampliò con l'arrivo della Twizy Cargo, una versione pensata per il trasporto di piccole merci in città e che si differenzia dalle normali Twizy per l'assenza del sedile posteriore, sostituito da un piccolo vano di carico. Il veicolo diventa così un monoposto per uso cittadino.
Nel 2013 viene rilasciato in Italia una limited edition realizzata in soli 7 esemplari, presentate durante un party in cui vengono consegnate fra gli altri a Eleonora Abbagnato, Federico Balzaretti e Christian De Sica.
Nel 2014 viene sottoposto ai crash test dall'ente Euro NCAP.